# Lilla Edet
Lilla Edet ist ein Ort (tätort) in der südschwedischen Provinz Västra Götalands län und den historischen Provinzen (landskap) Västergötland und Bohuslän. Er ist Hauptort der gleichnamigen Gemeinde.
Durch Lilla Edet fließt der Göta älv, der mit Schwedens ältester Schleuse im 17. Jahrhundert flussaufwärts weiter bis nach Trollhättan  schiffbar gemacht wurde.
Der Ort liegt an der Europastraße 45 und ist Endpunkt der Bahnstrecke Alvhem–Lilla Edet, welche allerdings nur noch für den Güterverkehr genutzt wird. Von der Europastraße zweigt in westlicher Richtung der Länsväg 167 ab, überquert den Fluss und führt nach Ljungskile an der Europastraße 6.
2015 wurde der kleinere, etwas separat am rechten (westlichen) Ufer des Göta älv und somit in Bohuslän gelegene Teil des Ortes vom Statistiska centralbyrån als eigenständiger Tätort unter der Bezeichnung Lilla Edet västra („Lilla Edet West“) ausgewiesen. Er umfasst die Ortsteile Ström und Östra Berg.

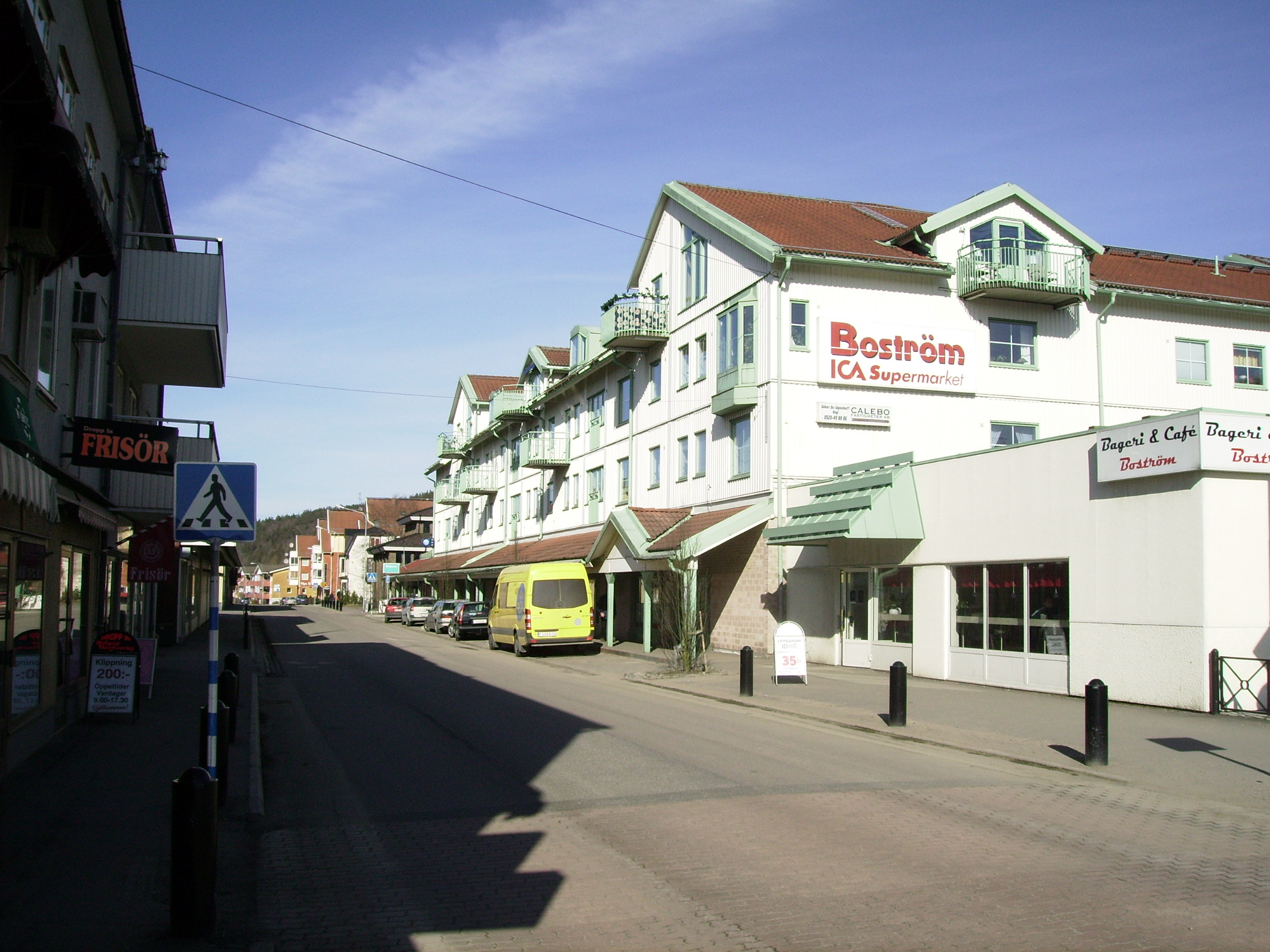
Göteborgsvägen in Lilla Edet (2009)
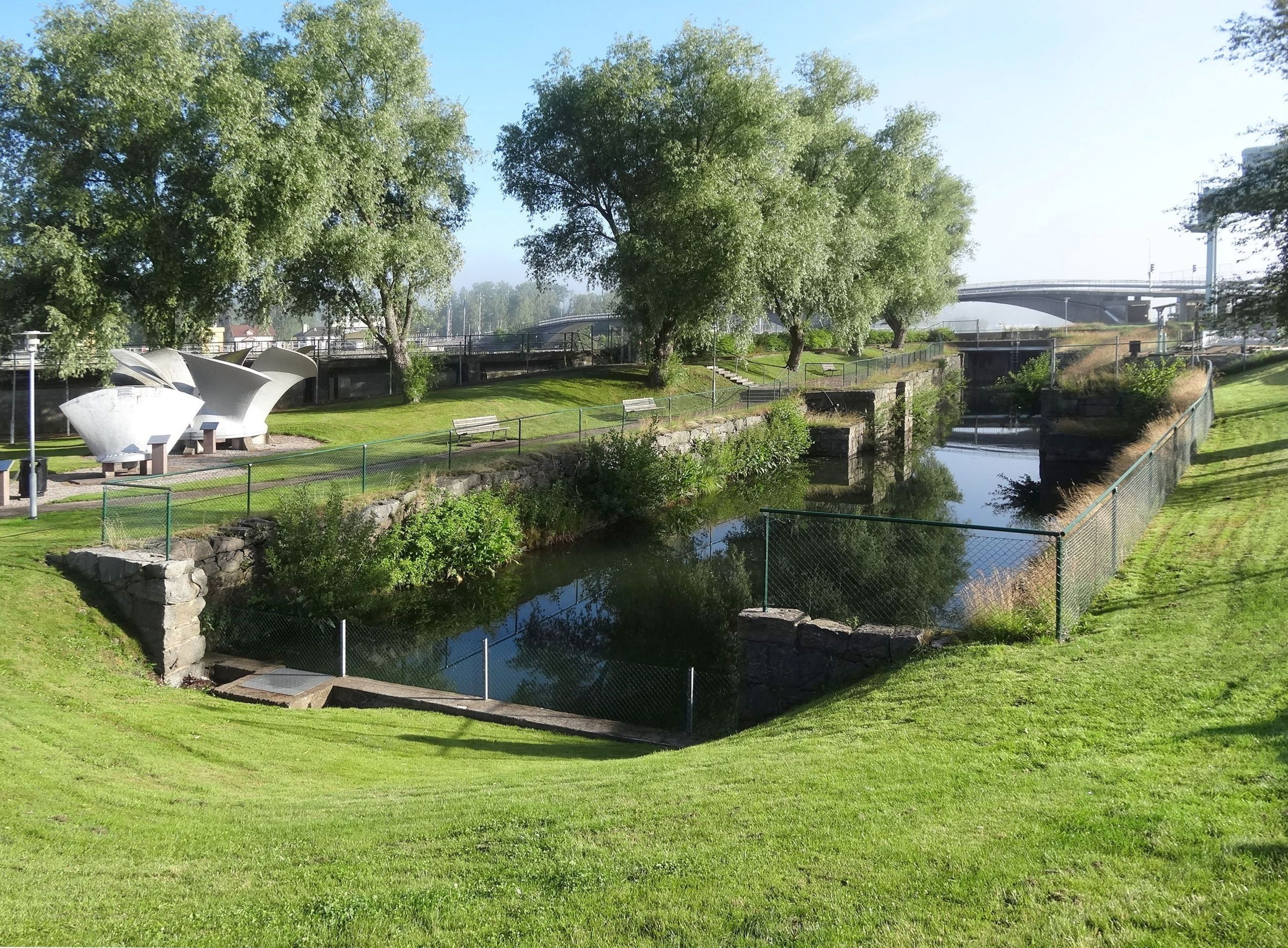
Alte Schleuse am linken Ufer (Blick durch fehlendes Unter- zum Obertor), war einst Schwedens älteste Schleuse
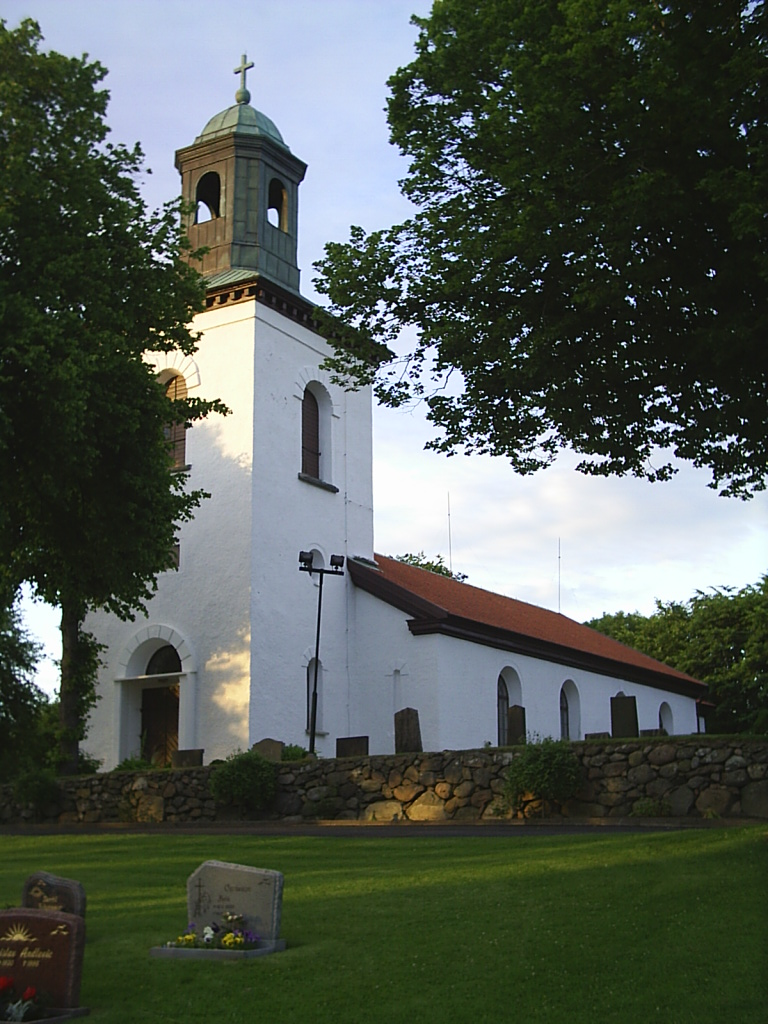
Kirche in Lilla Edet (Fuxernas kyrka)